# نفل قنفذي
النفل القنفذي (باللاتينية: Trifolium echinatum) نوع نباتي من جنس النفل من الفصيلة البقولية.

## الموئل والانتشار
موطنه الأصلي شرق حوض البحر الأبيض المتوسط من بلاد الشام إلى البلقان وإيطاليا إلى شرق أوروبا والقوقاز.

## مرادفات للاسم العلمي
- (باللاتينية: Trifolium procerum Rochel)
- (باللاتينية: Trifolium reclinatum Waldst. & Kit.)
- (باللاتينية: Trifolium supinum Savi)